# Леухівська сільська рада
| Леухівська сільська рада — колишній орган місцевого самоврядування у Іллінецькому районі Вінницької області з адміністративним центром у с. Леухи. Сільській раді були підпорядковані населені пункти: - с. Леухи |

## Склад ради
Рада складалася з 16 депутатів та голови.

## Керівний склад сільської ради
| ПІБ                       | Основні відомості                                                 | Дата обрання | Дата звільнення |
| ------------------------- | ----------------------------------------------------------------- | ------------ | --------------- |
| Черниш Олексій Григорович | Сільський голова, 1953 року народження, освіта, безпартійний      | 26.03.2006   | 31.10.2010      |
| Черниш Олексій Григорович | Сільський голова, 1953 року народження, освіта вища, безпартійний | 31.10.2010   |                 |

Примітка: таблиця складена за даними джерела